# Chepstow
Chepstow (velšsky Cas-gwent) je malé město v hrabství Monmouthshire ve Walesu ležící na hranici s hrabstvím Gloucestershire v Anglii. Leží na řece Wye 3,2 kilometru nad jejím soutokem s řekou Severn. Nachází se 26 kilometrů východně od Newportu a 180 kilometrů západně od Londýna. Podle sčítání obyvatel v roce 2001 zde žilo 10 821 obyvatel.
Hrad Chepstow, který se nachází na útesu nad řekou Wye a zdejšího mostu, je často označován za nejstarší přežívající kamenný hrad ve Spojeném království. Hrad byl založen Williamem FitzOsbernem ihned po normanském dobytí a v pozdějších stoletích byl rozšiřován, ale po občanské válce zůstal v troskách. V opevněném městě bylo založeno benediktinské převorství.

## Doprava a průmysl
Přes Chepstow vede železniční trať Gloucester – Newport. V letech 1876 až 1964 zde také končila trať z Monmouthu.
Místní přístav zde stál již ve středověku a používal se pro převoz vína a stal se centrem pro vývoz dřeva a kůry. Mezi další významné průmyslové činnosti zde patřila stavba lodí a těžké strojírenství. Rovněž se zde nachází dostihové závodiště.